# Léopold Flameng
Léopold Flameng (ur. 22 listopada 1831 w Brukseli, zm. 5 września 1911 w Courgent) – francuski malarz, rytownik i ilustrator.
Urodził się w Brukseli, jego rodzice byli Francuzami. Był uczniem malarza i rytownika Luiggiego Calamatty. Współpracował z Gazette des beaux-arts, w 1898 został członkiem Akademii Sztuk Pięknych. Słynął z rycin powielających dzieła dawnych i współczesnych artystów, a także z ilustracji różnych wydań dzieł literackich. Jego syn François Flameng (1856–1923) również zajmował się malarstwem i grawerstewem.